# 키와노
키와노(kiwano, 학명: Cucumis metulifer 쿠쿠미스 메툴리페르[*])는 박과의 덩굴식물이다. 원산지는 사하라 이남 아프리카 및 그 주변 지역이다.

## 사진

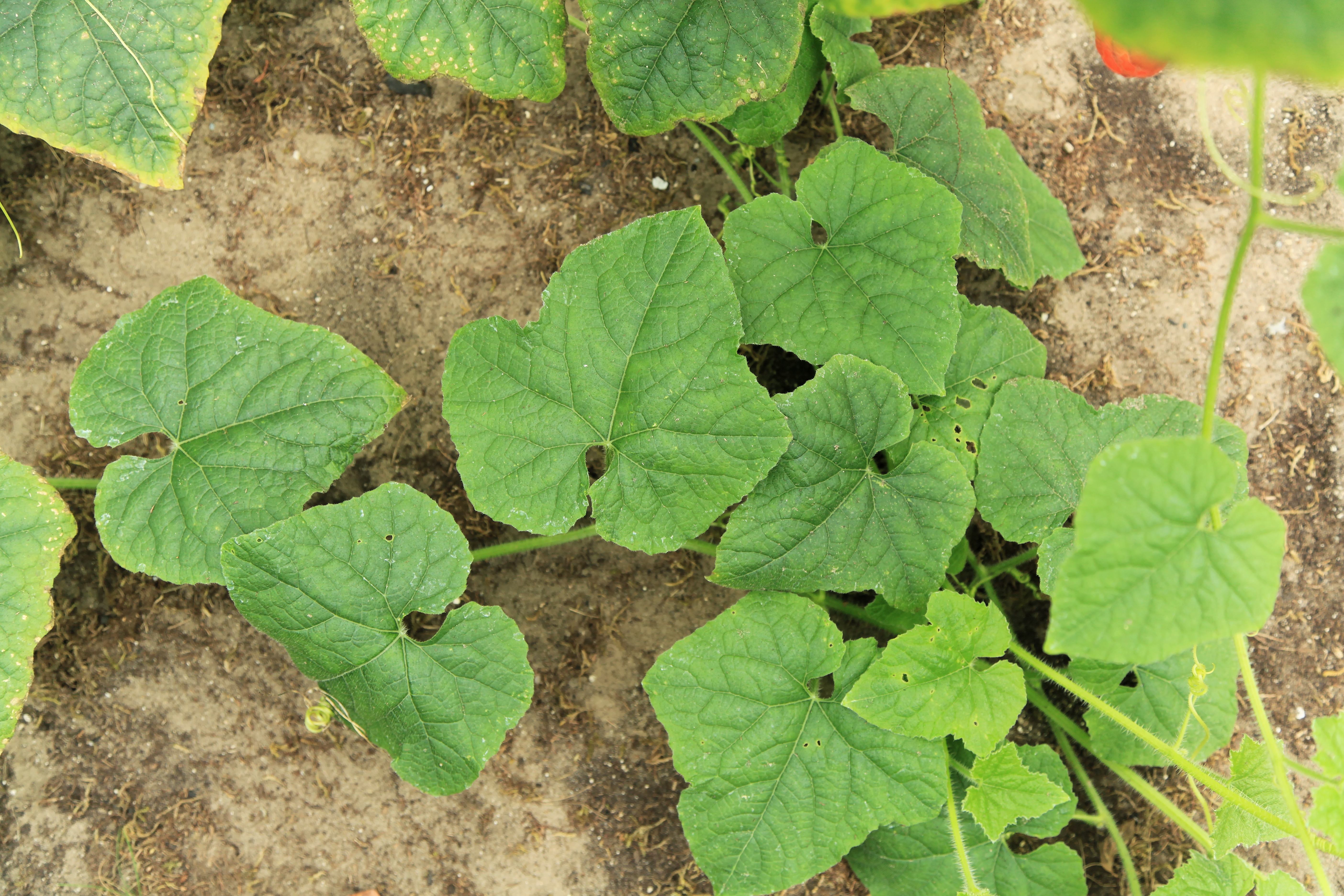
잎
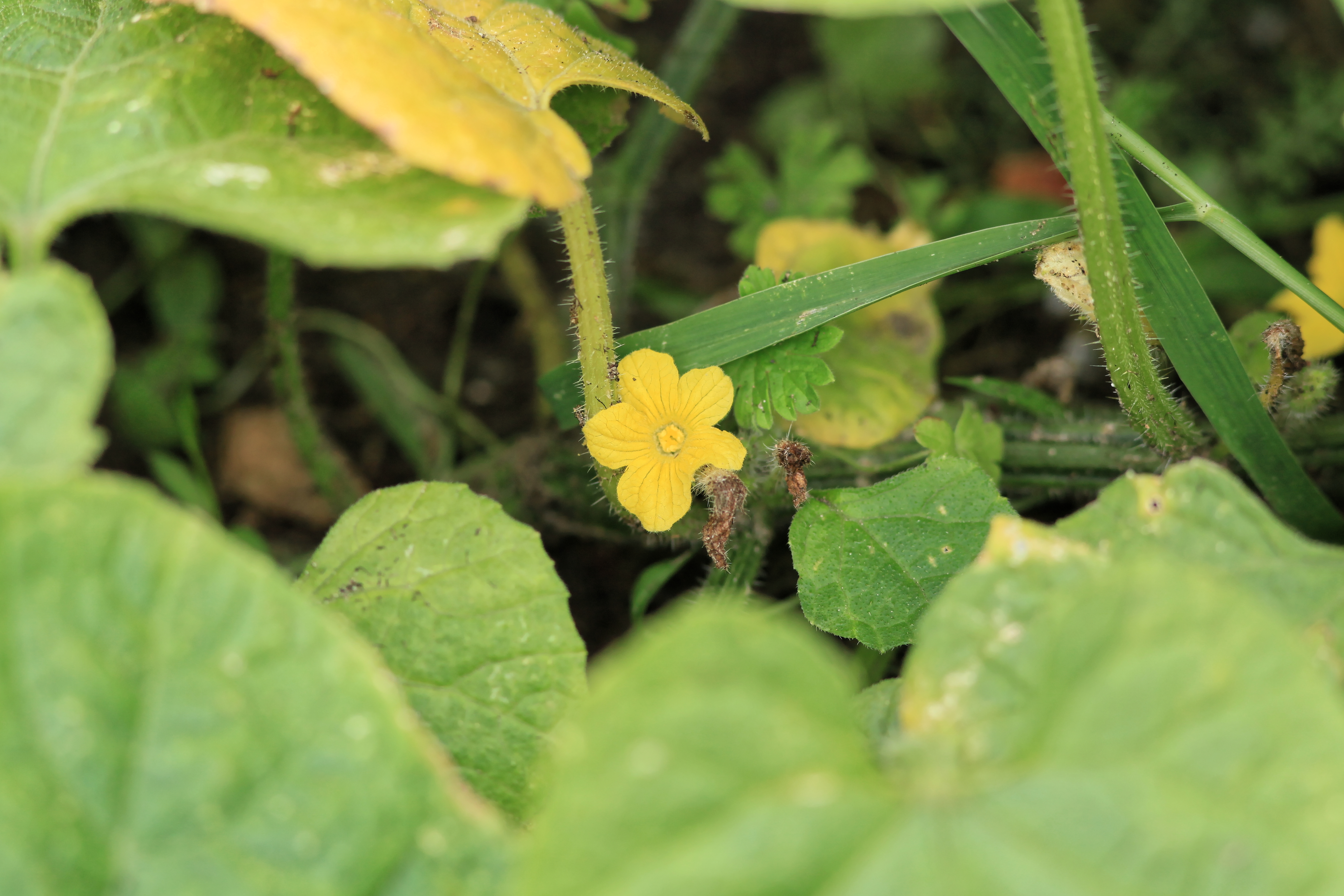
꽃
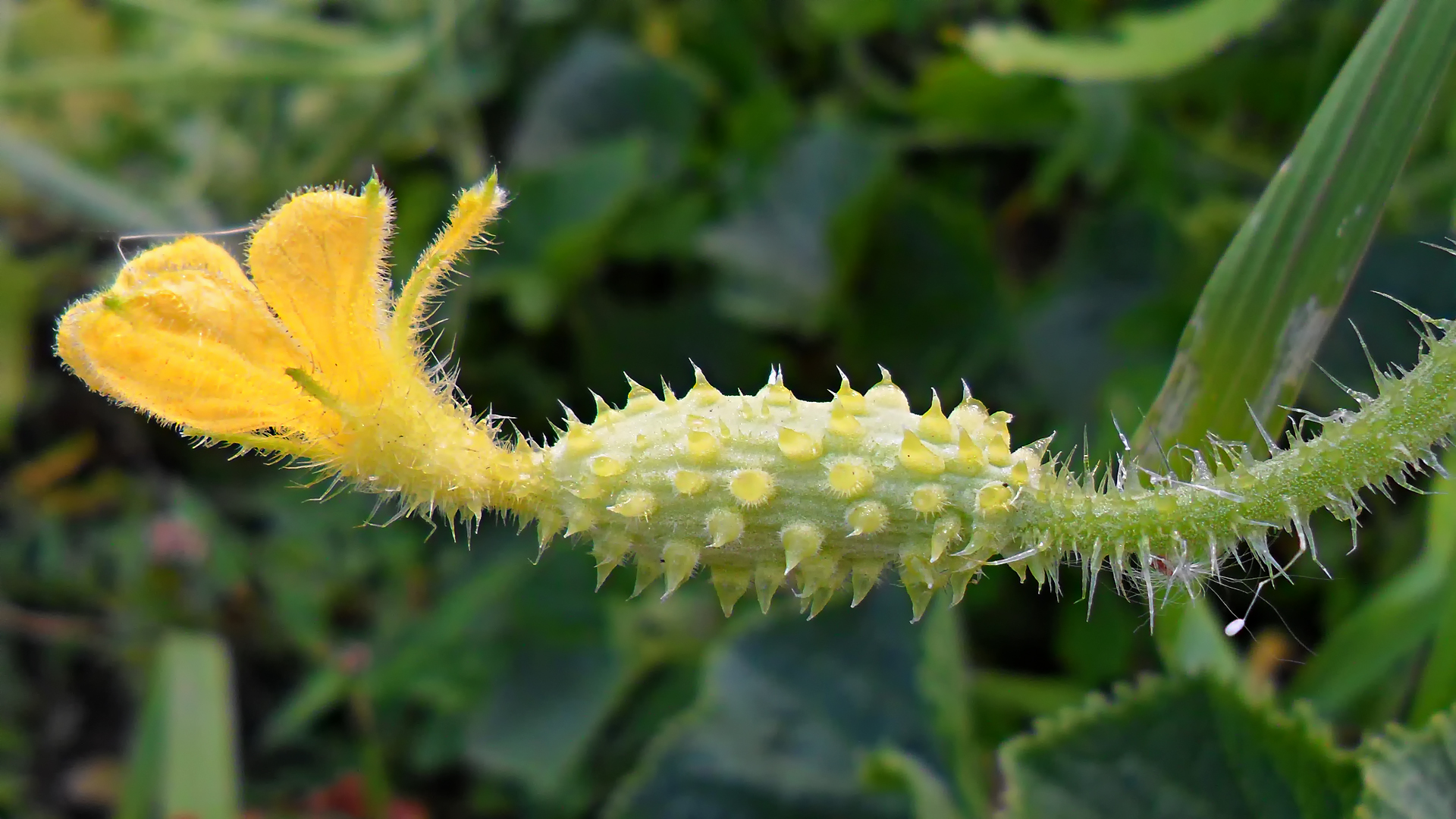
꽃과 어린 열매
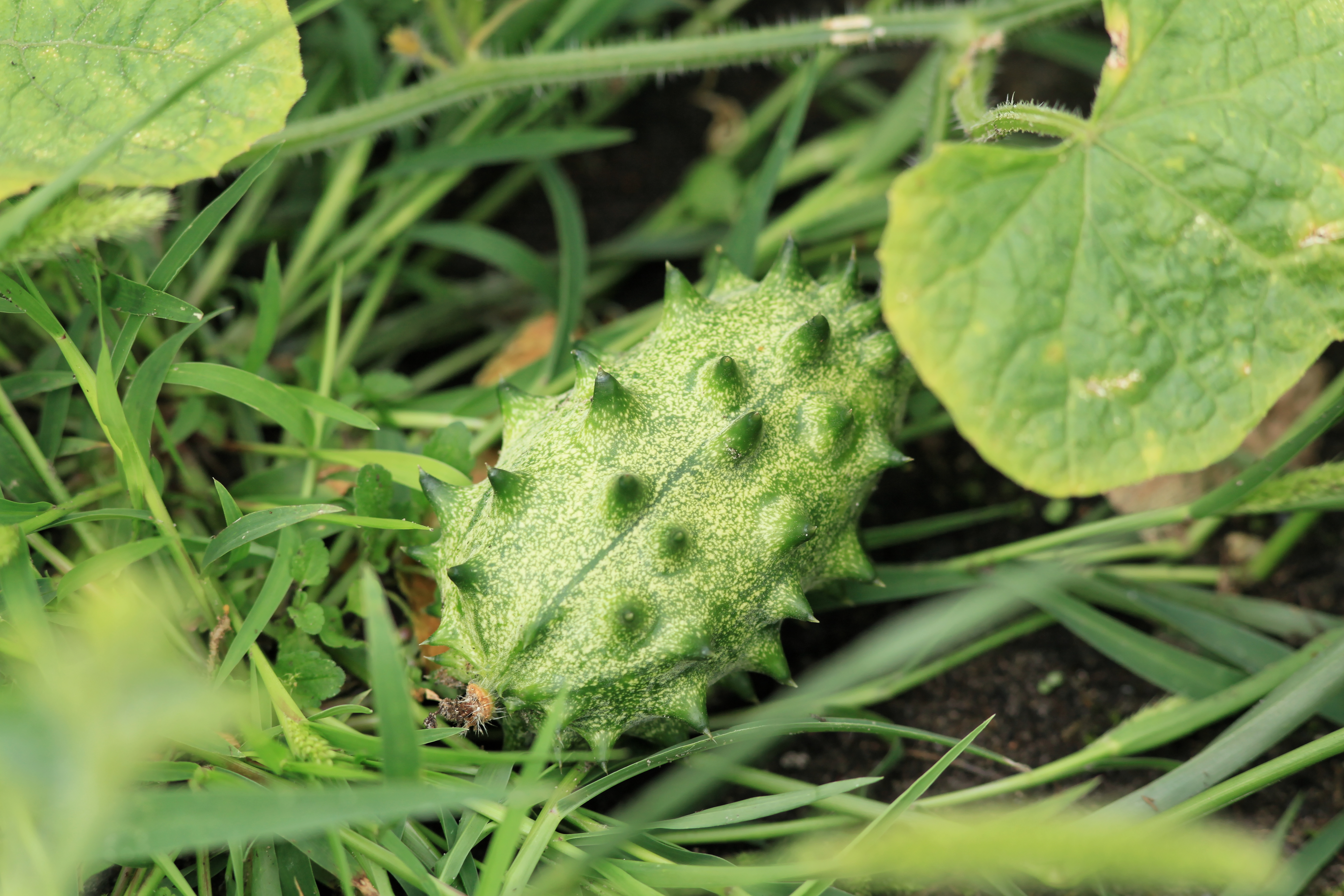
풋열매
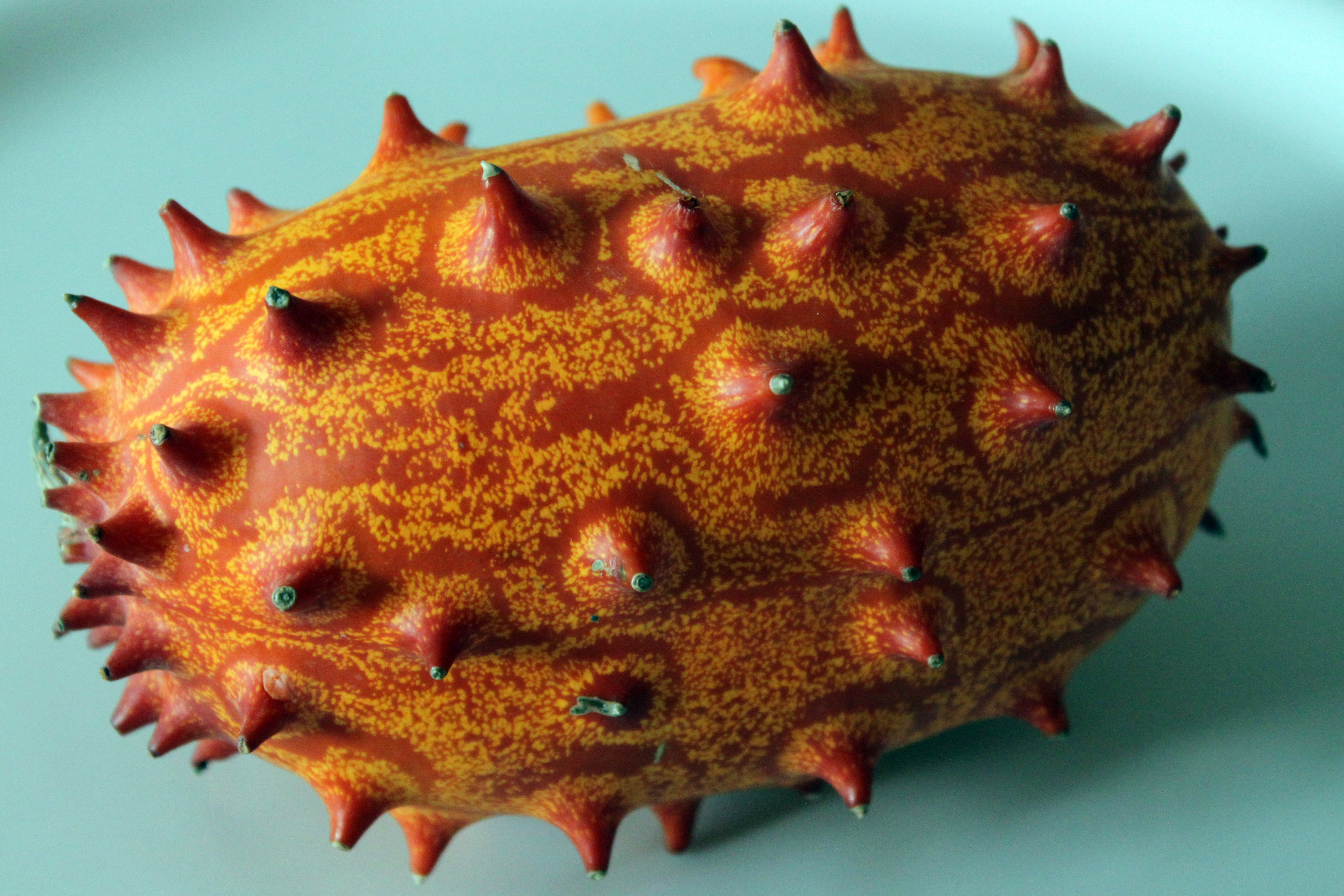
익은 열매
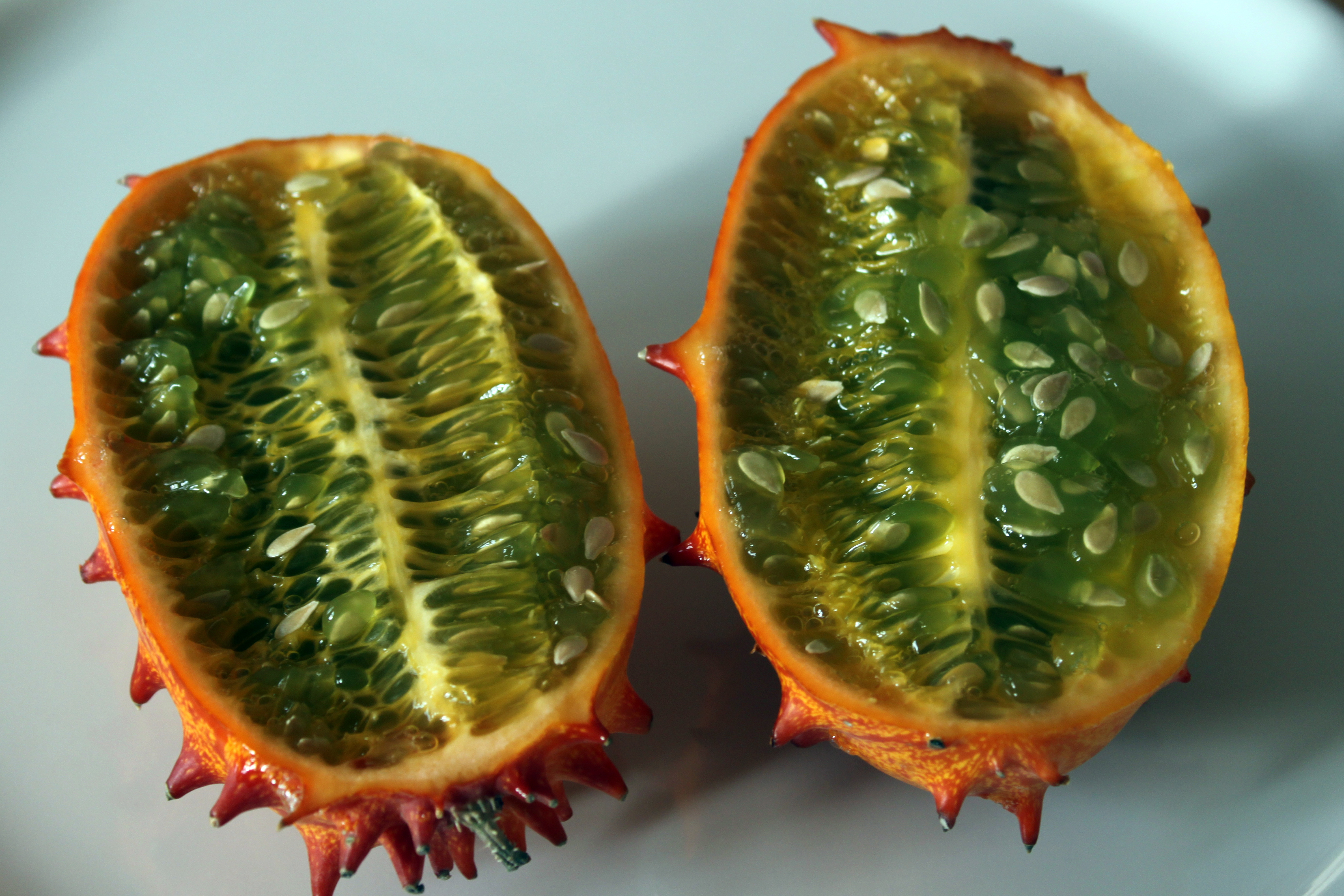
열매 단면